# Montaimont
Montaimont – miejscowość i dawna gmina we Francji, w regionie Owernia-Rodan-Alpy, w departamencie Sabaudia. W 2013 roku populacja gminy wynosiła 158 mieszkańców. 
1 stycznia 2017 roku połączono 3 wcześniejsze gminy: Montaimont, Montgellafrey oraz Saint-François-Longchamp. Siedzibą nowej gminy została miejscowość Saint-François-Longchamp, a gmina przyjęła jej nazwę. 